# Kondjor-massief
Het Kondjor-massief of de Kjondor-krater (Russisch: горы Кондёр; gory Kondjor), ook geschreven als Konder, is een bijna perfect rondvormig bergmassief gevormd uit dieptegesteente met een diameter van ongeveer 10 kilometer in het Russische Verre Oosten. Het is onderdeel van het Aldanschild en is gelegen in het noordelijke deel van de kraj Chabarovsk op ongeveer 600 kilometer ten zuidwesten van Ochotsk en ongeveer 570 kilometer ten zuidoosten van Jakoetsk.
Het massief zelf bevindt zich binnen de cirkelvormige bergketen en omvat een oppervlakte van ongeveer 20 km² aan uit dunietgesteente bestaande heuvels. Er komt veel platina voor, hetgeen wordt gedolven door de Russische staat. Ook bevindt zich er onder andere het naar het massief vernoemde konderiet.
Het dieptegesteente kwam ongeveer een miljard jaar geleden aan de oppervlakte. In de loop der tijd verloor het gesteente door erosie haar korstlaag en bleef het circulaire gebergte over. Het centrale deel van de krater vormt de bron voor de verschillende stroompjes waaruit de gelijknamige 22 kilometer lange Kondjorrivier ontstaat, die via de noordzijde het massief verlaat en via de Oeoergalak, Omnja, Bolsjoj Aim, Aim, Maja en Aldan in de Lena stroomt.
Locatie binnen het stroomgebied van de Lena